# شوکر (کمیک)
شوکر (به انگلیسی: Shocker) یک شخصیت خیالی شرور بزرگ در کتاب‌های کامیک منتشر شده توسط مارول کامیکس است. این کاراکتر به دست استن لی و جان رومیتا، پدر خلق شده و در مرد-عنکبوتی شگفت‌انگیز شماره ۴۶ام (مارس ۱۹۶۷) معرفی شد.
جدا از کتاب‌های کامیک، شرکت مارول از شوکر در دیگر کالاهای خود از جمله پوشاک، اسباب‌بازی، ورق بازی، انیمیشن‌های تلویزیونی و بازی‌های رایانه‌ای استفاده کرده‌است.
او که قدرت‌هایش انحراف حملات فیزیکی، مقاومت در برابر گیرافتادن، دستکش‌های آهنی که موج‌های هوایی متمرکز لرزشی را ایجاد می‌کند می‌شود، عضو گروه‌های ابرتبه‌کارانه‌ای چون شش فاسد، استادان شیطان، صاعقه‌ها است.

## حضور در بازی ویدیویی
وی در سال ۲۰۱۸ در بازی ویدیویی حضور پیدا کرد که تا کنون این آخرین حضور وی بوده در این بازی شوکر ۴۲ سال دارد.
مرد عنکبوتی با شوکر می‌جنگد و سپس آن را شکست می‌دهد او دستگیر می‌شود اما بعد دکتر اختاپوس او را از زندان آزاد می‌کند و این بار او از قدرت‌های ماوارا طبیعی برخوردار می‌شود و مردعنکبوتی با کمک ام جی او را شکست می‌دهند اما …